# 라임

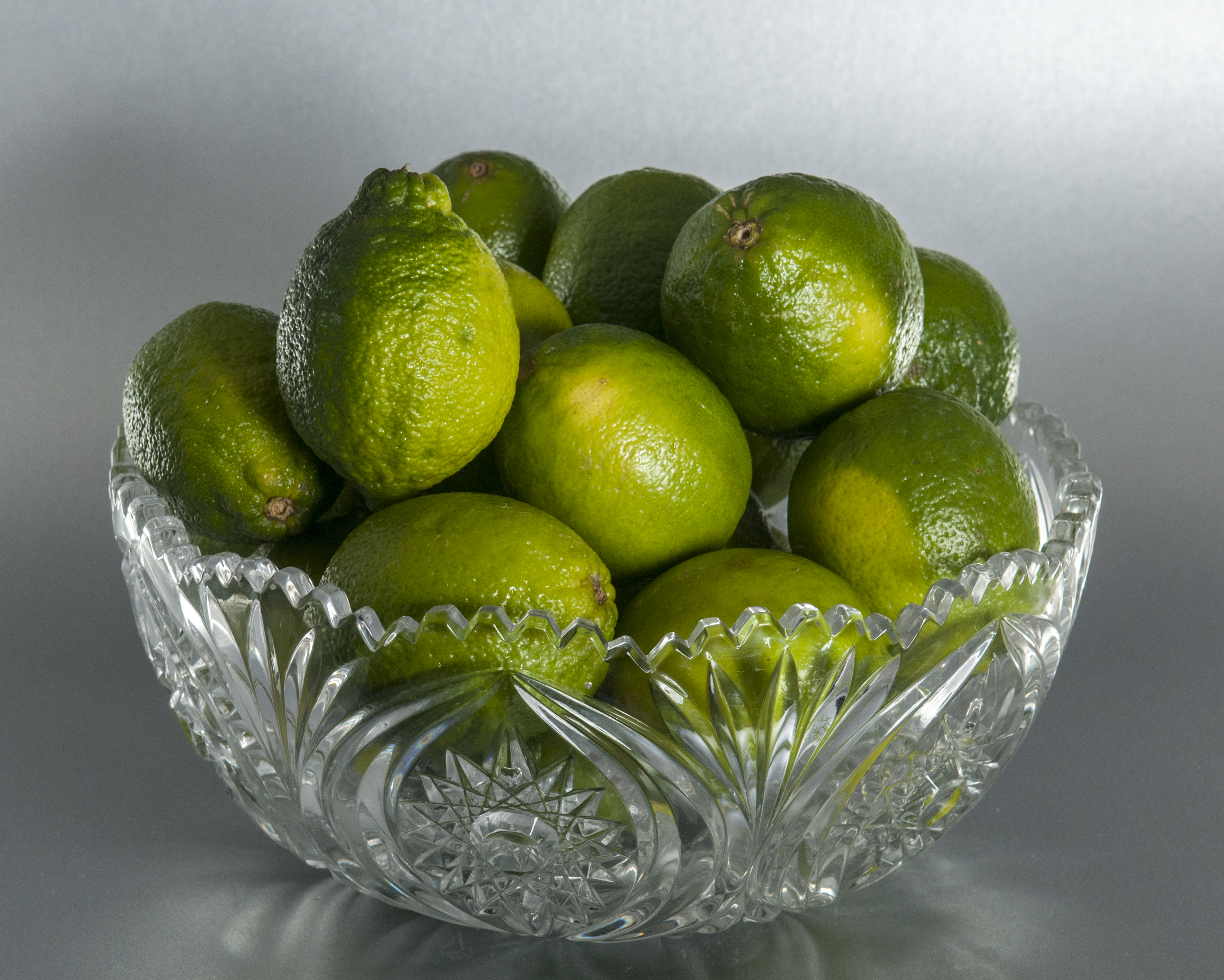
라임

라임(lime)은 귤속 식물 가운데 일부를 부르는 말로, 흔히 열매가 녹색이고 신맛이 나는 품종을 일컫는 말이다. 원산지는 인도 북동부, 미얀마 북부와 말레이시아이다.
대표적인 귤열매로, 과육은 황록색이며, 연하며 즙이 많고 신맛이 나고, 레몬보다 덜 달다. 열매는 피클로 만들고, 즙은 케이크, 음료수·음식 등의 풍미를 내는 재료로 쓰이며, 생선구이 등을 양념할 때도 쓰인다.
라임은 구연산을 함유하는 신라임(acid lime)과 구연산을 함유하고 있지 않은 단라임(sweet lime)으로 나눈다. 신라임은 열대지방에서 좋은 품질로 얻을 수 있고, 단라임은 열매껍질이 매끈하고 신맛이 거의 없지만 약간 쓰다.
다음은 라임의 일부 종과 품종이다.
- 카피르라임(Citrus hystrix)
- 키라임(Citrus × aurantiifolia)
- 페르시아라임(Citrus × latifolia)

## 역사
정확한 기원은 확실하지 않지만, 라임은 인도네시아나 동남아시아에서 처음 경작되어 약 1,000년에 지중해 지역과 북아프리카에 이식된 것으로 간주된다.

## 같이 보기
- 레몬
- 모히또
- 건라임
- 호주라임